# Anacithara
Anacithara é um gênero de gastrópodes pertencente a família Horaiclavidae.

## Descrição
Este gênero consiste em pequenas conchas claviformes (3 a 10 mm) que se assemelham a Eucithara Fischer, 1883 (família Mangeliidae) em seus verticilos e esculturas superiores, mas diferem em sua ampla abertura, desprovida de dentes em ambos os lados. A protoconcha pequena, lisa e sem corte consiste em dois verticilos.

## Espécies
- Anacithara angulicostata Kilburn, 1994
- Anacithara angulosa (E. A. Smith, 1872)
- †Anacithara axialis (P. Marshall, 1918)
- Anacithara biconica Barros, Santana & Lima, 2015
- Anacithara biscoitoi Nolf & Swinnen, 2011
- Anacithara brevicostata Hedley, 1922
- Anacithara caelatura Hedley, 1922
- †Anacithara clifdenica Powell, 1942
- Anacithara conata (Hedley, 1909)
- Anacithara dulcinea (Melvill & Standen, 1895)
- †Anacithara errabunda Powell, 1942
- Anacithara exquisita Hedley, 1922
- †Anacithara finlayi Powell, 1942
- Anacithara goodingii (E. A. Smith, 1884)
- Anacithara hebes Hedley, 1922
- Anacithara hervieri Hedley, 1922
- Anacithara ione (Melvill & Standen, 1896)
- †Anacithara janjukiensis Powell, 1944
- Anacithara leptalea Hedley, 1922
- Anacithara levukensis (Watson, 1881)
- Anacithara lita (Melvill & Standen, 1896)
- Anacithara maltzani (Knudsen, 1952)
- Anacithara minutistriata (E. A. Smith, 1882)
- Anacithara modica (E. A. Smith, 1882)
- †Anacithara nana Powell, 1942
- Anacithara nanisca (Hervier, 1897)
- Anacithara naufraga (Hedley, 1909)
- Anacithara osumiensis (G. B. Sowerby III, 1913)
- Anacithara perfecta Kay, 1979
- Anacithara phyllidis (Hedley, 1922)
- Anacithara platycheila (E. A. Smith, 1882)
- Anacithara propinqua Hedley, 1922
- Anacithara punctostriata Bozzetti, 2009
- Anacithara pupiformis  Barros, Santana & Lima, 2015
- Anacithara pyrgoformis  Barros, Santana & Lima, 2015
- Anacithara querna (Melvill, 1910)
- Anacithara rissoina Hedley, 1922
- Anacithara robusta Hedley, 1922
- Anacithara simplex (Turton W. H., 1932)
- Anacithara stricta Hedley, 1922
- Anacithara subrissoina Kilburn, 1994
- Anacithara themeropis (Melvill & Standen, 1896)
- Anacithara tumida Hedley, 1922
- Anacithara undaticosta (Reeve, 1845)

Espécies trazidas para a sinonímia
- Anacithara alfredi (E. A. Smith, 1904): sinônimo de Pseudorhaphitoma alfredi (E. A. Smith, 1904)
- Anacithara amplexa (Gould, 1860): sinônimo de Guraleus amplexus (Gould, 1860)
- Anacithara pupiforme Barros, Santana & Lima, 2015: sinônimo de Anacithara pupiformis Barros, Santana & Lima, 2015
- Anacithara pyrgoforme Barros, Santana & Lima, 2015: sinônimo de Anacithara pyrgoformis Barros, Santana & Lima, 2015